# John Goodricke
John Goodricke (1764-1786) là nhà thiên văn học người Anh. Năm 1782, Goodricke quan sát thấy độ sáng của sao Algol thăng giáng với một chu kỳ tuần hoàn và đề xuất nó đang bị che khuất một phần bởi thiên thể xung quanh nó. Ông còn là người đầu tiên mô tả sao biến quang Cepheid (hay còn goi là Delta Cephe). Mặc dù bị điếc, ông vẫn có những thành tựu trong quãng đời ngắn ngủi của mình. Goodricke qua đời sớm vì bệnh ung thư phổi. Tên của ông được đặt cho tiểu hành tinh 3116 Goodricke.